# Флоридский университет
Флоридский университет, или Университет Флориды (англ. University of Florida) — высшее учебное заведение в городе Гейнсвилл, штат Флорида, США. Основан в 1853 году.

## История
Датой основания университета считается 6 января 1853 года, когда губернатор Флориды Томас Браун (англ.) подписал соответствующий законопроект, обеспечивающий государственную поддержку высшему образованию в штате Флорида. До 1866 года учреждение носило название Семинария Восточной Флориды (англ.) и располагалось в Окале, а после Гражданской войны, во время которой семинария не функционировала, была переименована в Университет Флориды. В то же время сменилось и местоположение вуза — студенты и преподаватели переехали в город Гейнсвилл. В 1903 году в состав университета вошёл сельскохозяйственный колледж и учебное заведения приобрело современный вид.
В 1905 году вышел закон Бакмена, который помог объединить колледжи штата под крышей университета. Однако, вместе с этим, закон утвердил сегрегацию по полу и расе. В 1906 году в Гейнсвилле открылся университетский кампус.
Начиная с 1946 года среди абитуриентов значительно вырос интерес к университету, среди которых большое количество составляли ветераны Второй мировой войны, поступавшие в вуз благодаря специальному закону. С 1958 года в университете было разрешено обучение афроамериканцев.
В 1985 году Университет Флориды стал членом Ассоциации американских университетов, организации, состоящей из 62 академических и частных исследовательских университетов в Соединенных Штатах и Канаде.

## Структура

### Факультеты
В составе университета находятся следующие факультеты: биологический, геологический, геобиологический, геофизический, исторический, истории философии, биофизический, английского языка, астрономический, компьютерных систем, инженерный, геохимический, химический, экономический, менеджмента, социологический, физический, математический, биохимический, аэронавтики, механики, электрики и т. д.

### Студенты
В университете обучается около 49,5 тыс. студентов более чем из 130 стран. В 2007 году Институтом международного образования Университета Флориды было проведено исследование, согласно которому вуз занял 17-е место в стране по количеству иностранных студентов.
Университет Флориды занимает второе место в США по числу степеней бакалавра присуждаемых афроамериканцам, и третьим по количеству испаноязычных студентов. Также вуз находится на пятом месте по количеству докторских степеней, присуждаемых афроамериканцам, и вторым для латиноамериканцев.

## Музеи
При университете находится музей естественной истории, созданный в 1891 году. В нём хранится множество экспонатов, посвященных естественной истории, культуре и биологии региона. В коллекции музея имеется самая большая коллекция бабочек в мире — более чем 6 млн экземпляров.
Также на территории университета расположен художественный музей, который был основан в 1990 году. Здесь представлены коллекции азиатской и африканской живописи, предметы современного искусства, а также фотографии.